# Баярс (Оклахома)
Баярс (англ. Byars) — місто (англ. town) в США, в окрузі Макклейн штату Оклахома. Населення — 184 особи (2020).

## Географія
Баярс розташований за координатами 34°52′19″ пн. ш. 97°3′15″ зх. д. / 34.87194° пн. ш. 97.05417° зх. д. (34.871969, -97.054224).  За даними Бюро перепису населення США в 2010 році місто мало площу 4,26 км², з яких 3,99 км² — суходіл та 0,28 км² — водойми.

## Демографія
Згідно з переписом 2010 року, у місті мешкало 255 осіб у 99 домогосподарствах у складі 68 родин. Густота населення становила 60 осіб/км².  Було 115 помешкань (27/км²).
Расовий склад населення:
| - 75,3 % — білих - 17,6 % — корінних американців - 2,4 % — осіб інших рас |

До двох чи більше рас належало 4,7 %. Частка іспаномовних становила 3,9 % від усіх жителів.
За віковим діапазоном населення розподілялося таким чином: 29,0 % — особи молодші 18 років, 51,0 % — особи у віці 18—64 років, 20,0 % — особи у віці 65 років та старші. Медіана віку мешканця становила 39,1 року. На 100 осіб жіночої статі у місті припадало 104,0 чоловіків;  на 100 жінок у віці від 18 років та старших — 96,7 чоловіків також старших 18 років.
Середній дохід на одне домашнє господарство  становив 41 694 долари США (медіана — 25 781), а середній дохід на одну сім'ю — 52 298 доларів (медіана — 29 167). Медіана доходів становила 32 000 доларів для чоловіків та 36 250 доларів для жінок. За межею бідності перебувало 25,3 % осіб, у тому числі 46,3 % дітей у віці до 18 років та 16,7 % осіб у віці 65 років та старших.
Цивільне працевлаштоване населення становило 75 осіб. Основні галузі зайнятості: будівництво — 24,0 %, освіта, охорона здоров'я та соціальна допомога — 22,7 %, роздрібна торгівля — 20,0 %.